# Boris Paitjadze
Boris Paitjadze (georgiska: ბორის პაიჭაძე, ryska: Борис Соломонович Пайчадзе, Boris Solomonovitj Pajtjadze), född 3 februari 1915 i Tjochatauri, död 9 oktober 1990 i Tbilisi, var en georgisk fotbollsspelare som under hela sin aktiva karriär spelade för Dinamo Tbilisi. 
Den största arenan i Georgien, Boris Paitjadze-stadion i Tbilisi, är uppkallad efter honom sedan år 1995.